# Luftfahrtmuseum Flugplatz Halli

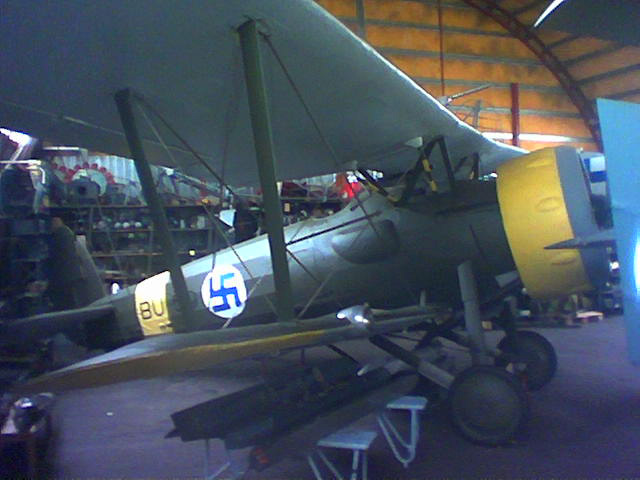
Bulldog IVA in der Ausstellungshalle

Das Luftfahrtmuseum Flugplatz Halli (finnisch Hallinportin ilmailumuseo) zeigt Exponate aus der Geschichte der Luftfahrt Finnlands. Das Museum liegt in der Nähe des Flughafens Halli in Kuorevesi, Jämsä.

## Geschichte
Die Luftfahrtausstellung wurde im Herbst 1971 eröffnete; 1980 zog das Museum an den heutigen Standort. Das Museum besteht aus drei Gebäuden, in denen Flugzeuge und Flugzeugmotoren, Luftwaffenuniformen aus verschiedenen Epochen, Fluggeräte sowie Mess-, Waffen- und Funkgeräte ausgestellt sind. Das Museum verfügt über einige seltene Flugzeuge.
Die Bibliothek enthält Flugzeugmagazine und Handbücher für verschiedene Flugzeugtypen und -systeme sowie rund 6000 Fotos.

## Ausstellung (Auswahl)
- MiG-15 UTI
- IVL D.26 Haukka II
- Bristol Bulldog IVA, Kennzeichen BU-59
- Aero A.11
- Rumpler 6B
- VL Sääski II
- Caudron G.3